# Madeleine Lhuillery
Madeleine Lhuillery épouse Le Devehat (née le 24 septembre 1940 à Lorient) est une athlète française, spécialiste du saut en longueur.

## Biographie
Elle est sacrée championne de France du saut en longueur en 1963 à Colombes.
Son record personnel au saut en longueur est de 6,09 m, établi en 1966.